# Robert Emms
Robert Emms est un acteur britannique né le 20 mai 1986 à Horley en Angleterre.

## Filmographie

### Cinéma
- 2009 : Bucco Blanco : Guy
- 2010 : The Arbor : David jeune
- 2011 : Anonymous : Thomas Dekker
- 2011 : Cheval de guerre : David Lyons
- 2012 : Blanche-Neige : Charles Renbock
- 2012 : Broken : Rick
- 2013 : Irréversible : Daniel
- 2013 : Le Géant égoïste : Phil le barman
- 2013 : Kick-Ass 2 : Insect Man
- 2013 : The River : Kenny
- 2016 : Dunroamin : Steven
- 2016 : Broadcast Signal Intrusion
- 2016 : Deep Swimmer : Theo
- 2017 : The Intelligence Explosion: How to Stop a Robot from Turning Evil : Günther le robot
- 2017 : Borg McEnroe : Vitas Gerulaitis
- 2017 : Apostasy : Steven
- 2018 : Jurassic World: Fallen Kingdom : Tech Merc

### Télévision
- 2008 : Meurtres en sommeil : Steo (1 épisode)
- 2008 : The Wrong Door (2 épisodes)
- 2009 : Monday, Monday : Tom (1 épisode)
- 2011 : Scott and Bailey : Luke Farrell (1 épisode)
- 2013-2015 : Atlantis : Pythagore (25 épisodes)
- 2015 : Main basse sur Pepys Road : Smitty (3 épisodes)
- 2016 : Happy Valley : Daryl Garrs (4 épisodes)
- 2016 : The Living and the Dead : Peter Hare (1 épisode)
- 2017 : Gunpowder : Père John Gerard (3 épisodes)
- 2019 : Cleaning Up : Glynn (6 épisodes)
- 2019 : Chernobyl : Leonid Toptunov (4 épisodes)
- 2019 : His Dark Materials : À la croisée des mondes : Thomas (4 épisodes)
- 2020 : The Barking Murders : Ricky (3 épisodes)
- 2022-2025 : Andor : Lonni Jung (10 épisodes)